# Петровка (Жердевский район)
Петровка — село в Жердевском районе Тамбовской области России. 
Входит в Шпикуловский сельсовет.

## География
Расположено на автомобильной дороге Тамбов — Борисоглебск, в 33 км к юго-востоку от райцентра, города Жердевка, и в 120 км по прямой к юго-востоку от центра города Тамбова.
В 7 км к северу находится село Шпикулово (центр сельсовета).
В 6 км к югу размещается село Александровка Терновского района соседней Воронежской области.

## Население
| 2002 | 2010 |
| ---- | ---- |
| 262  | ↗272 |

Согласно результатам переписи 2002 года, в национальной структуре населения русские составляли 99 % от жителей.

## История
До 2014 года село входило в Григорьевский сельсовет, упразднённый в пользу Шпикуловского сельсовета.